# Shea Stadium

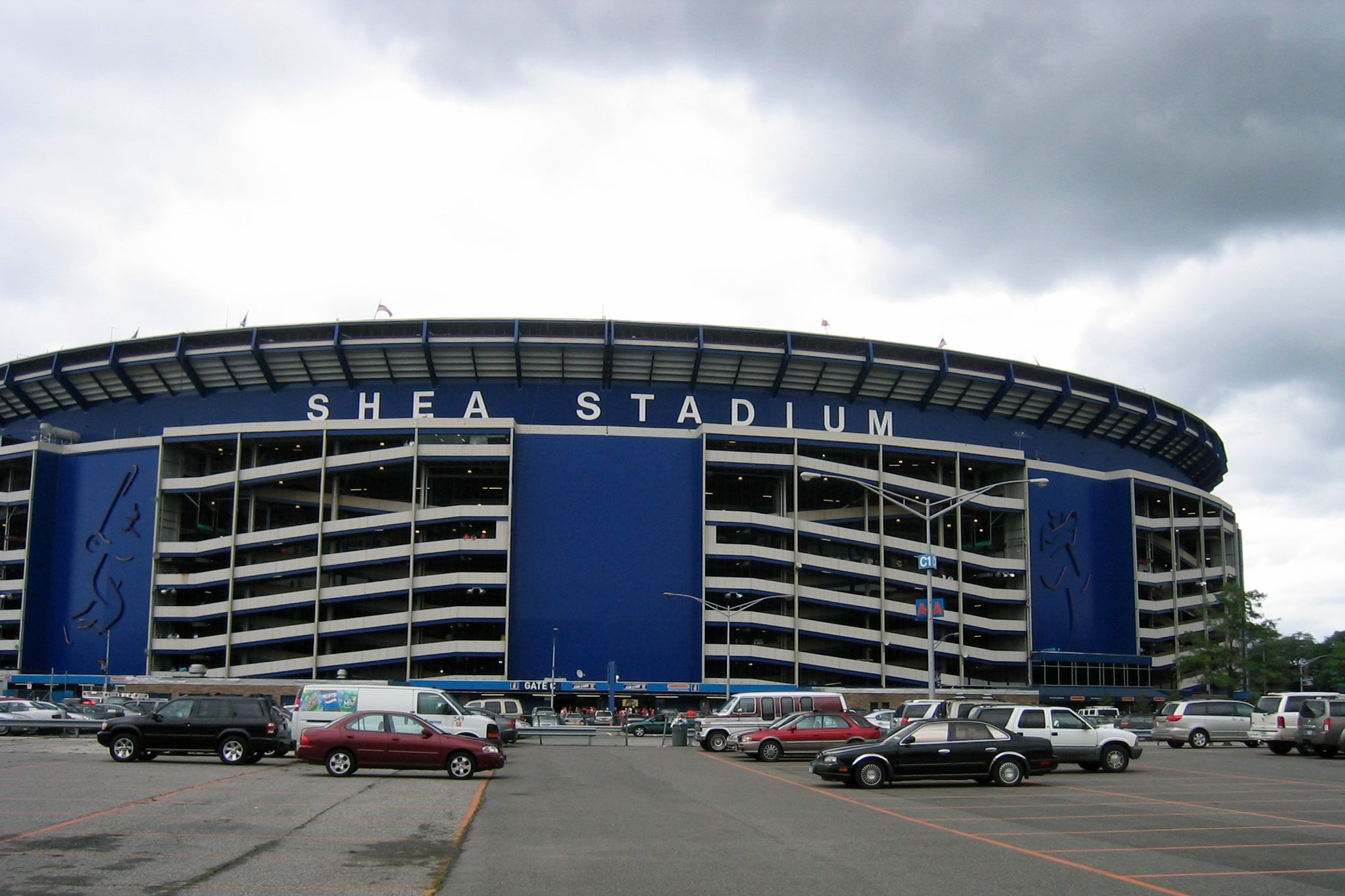
Shea Stadium

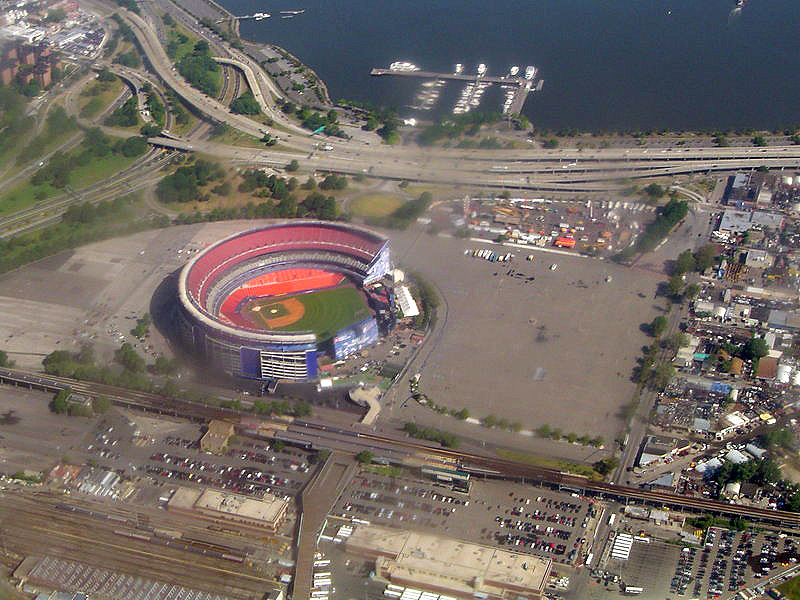
Het Shea Stadium gezien vanuit de lucht.

Shea Stadium (uitspraak: [ʃeɪ]) was het honkbalstadion van de New York Mets tot deze in 2009 het aanliggende Citi Field in gebruik namen. Het stadion opende zijn deuren op 17 april 1964 en werd in de winter van 2008-2009 afgebroken.
Het stadion lag in het Flushing Meadows Corona Park in de wijk Flushing, in het New Yorkse stadsdeel Queens. De bijnaam voor het stadion was the loudest place on earth ("de luidruchtigste plek ter wereld") vanwege de geluidsoverlast door de vliegtuigen die op LaGuardia Airport landen. Het stadion lag ook vlak naast het USTA Billie Jean King National Tennis Center. In 1964 werd er een Major League All-Star game gespeeld. De capaciteit van het stadion was 55.601 toeschouwers.
Het stadion staat ook bekend om concerten van The Beatles in 1965, Grand Funk Railroad in 1971 en The Police in 1983.
Shea Stadium staat centraal in de documentaire The Last Play At Shea, die gaat over de concerten die Billy Joel in 2008 in het stadion gaf vlak voordat het gesloopt werd. In deze concerten, die in 2011 op cd en dvd zijn uitgebracht onder de naam Live At Shea Stadium, gaven Paul McCartney, Tony Bennett, John Mayer en Garth Brooks gastoptredens.

## Feiten
- Opening: 17 april 1964
- Begin afbraak: november 2008
- Ondergrond: gras
- Constructiekosten: 28,5 miljoen US$
- Architect: Praeger-Waterbury-Khavanaugh
- Capaciteit: 55.601

## Teams
Gedurende zijn gehele bestaan was het Shea Stadium het thuisstadion van:
- New York Mets (MLB)

Daarnaast was het het stadion van:
- New York Jets (NFL) 1964-1983
- New York Giants (NFL) 1975
- New York Yankees (MLB) 1974-1975, 1988